# Cod ATC G01
Codul ATC G01 Antiinfecțioase și antiseptice ginecologice este o parte a sistemului de clasificare anatomică, terapeutică și chimică a medicamentelor, un sistem dezvoltat de către Organizația Mondială a Sănătății (OMS) pentru clasificarea medicamentelor și a altor produse medicinale. Subgrupul G01 este o parte a grupului G Aparat genito-urinar și hormoni sexuali.
Codurile pentru preparatele de uz veterinar sunt create prin alipirea literei Q în fața codului ATC corespunzător produsului pentru uz uman; de exemplu, QG01. Codurile ATCvet care nu au un cod ATC corespunzător produsului de uz uman sunt citate începând cu Q în lista următoare.

## G01AAntiinfecțioaseșiantiseptice, exclusiv combinații cucorticosteroizi

### G01AAAntibiotice
G01AA01 Nistatină
G01AA02 Natamicină
G01AA03 Amfotericină B
G01AA04 Candicidină
G01AA05 Cloramfenicol
G01AA06 Hachimicină
G01AA07 Oxitetraciclină
G01AA08 Carfecillină
G01AA09 Mepartricină
G01AA10 Clindamicină
G01AA11 Pentamicină
G01AA51 Nistatină, combinații
QG01AA55 Cloramfenicol, combinații
QG01AA90 Tetraciclină
QG01AA91 Gentamicină
QG01AA99 Antibiotice, combinații

### G01AB Compuși dearsen
G01AB01 Acetarsol

### G01AC Derivați dechinolină
G01AC01 Diiodohidroxichinolină
G01AC02 Cliochinol
G01AC03 Clorchinaldol
G01AC05 Decualiniu
G01AC06 Broxichinolină
G01AC30 Oxichinolină
QG01AC90 Clorură de ariflaviniu
QG01AC99 Combinații

### G01AD Acizi organici
G01AD01 Acid lactic
G01AD02 Acid acetic
G01AD03 Acid ascorbic

### G01AESulfonamide
G01AE01 Sulfatolamidă
G01AE10 Combinații de sulfonamides

### G01AF Derivați deimidazol
G01AF01 Metronidazol
G01AF02 Clotrimazol
G01AF04 Miconazol
G01AF05 Econazol
G01AF06 Ornidazol
G01AF07 Izoconazol
G01AF08 Tioconazol
G01AF11 Ketoconazol
G01AF12 Fenticonazol
G01AF13 Azanidazol
G01AF14 Propenidazol
G01AF15 Butoconazol
G01AF16 Omoconazol
G01AF17 Oxiconazol
G01AF18 Flutrimazol
G01AF19 Sertaconazol
G01AF20 Combinații de derivați de imidazol
G01AF55 Econazole, combinații

### G01AG Derivați detriazol
G01AG02 Terconazol

### G01AX Altele
G01AX01 Clodantoină
G01AX02 Inozină
G01AX03 Policrezulenă
G01AX05 Nifuratel
G01AX06 Furazolidonă
G01AX09 Metilrozanilină
G01AX11 Iod povidonă
G01AX12 Ciclopirox
G01AX13 Protiofat
G01AX14 Lactobacillus
G01AX15 Usnat de cupru
G01AX16 Hexetidină
G01AX17 Dapivirină
G01AX66 Octenidină, combinații
QG01AX90 Nitrofural
QG01AX99 Altele, combinații